# Thegalea
Thegalea là một chi bướm đêm thuộc họ Noctuidae.

## Loài
- Thegalea haemorrhanta (Hampson, 1909)